# Нортон, Питер
Питер Нортон (англ. Peter Norton; род. 14 ноября 1943) — американский предприниматель, программист и филантроп.

## Биография
Родился 14 ноября 1943 года в Абердине, штат Вашингтон. В 1965 году окончил Рид-колледж. В 1970-х прожил около пяти лет в буддистском монастыре в районе Бухты Сан-Франциско.
В 1980-х годах создал популярную программу для персональных компьютеров, позволяющую восстанавливать стёртые данные. Эта утилита вместе с несколькими другими образовали пакет Norton Utilities. Вскоре в пакет был включён Norton Commander, удобный файловый менеджер для операционной системы DOS.
В 1980-е годы Питер Нортон — владелец компании Peter Norton Computing и автор бестселлера «The Peter Norton Programmer’s Guide to the IBM PC».
В 1990 году продал свою компанию фирме Symantec вместе с брендом Norton. Годом ранее организовал вместе с женой благотворительный фонд семейства Питера Нортона (англ. Peter Norton Family Foundation) для поддержки художников. Семейство Нортонов — владельцы самой большой в США коллекции современного искусства.
Питер Нортон — автор множества книг по компьютерам (некоторые в соавторстве).
Хотя именем Нортона назван один из самых популярных антивирусов (Norton Internet Security), сам он до 1987 года отвергал возможность существования компьютерных вирусов, называя их «несуществующим мифом» и сравнивая их «со сказками о крокодилах, живущих в канализации Нью-Йорка».